# はやくいそいで
「はやくいそいで」は、古内東子のデビュー・シングル。1993年2月21日にソニー・レコードから発売された。

## 収録曲
作詞・作曲：古内東子　編曲：田辺恵二
1. はやくいそいで
  - MBS系TV『地球ZIG ZAG』エンディングテーマ
2. TWO COLORS
3. はやくいそいで （オリジナル・カラオケ）